# Badis
Badis là danh pháp khoa học của một chi cá nước ngọt trong họ Badidae. Các loài trong chi này được tìm thấy ở Nam Á, Đông Nam Á.
Các loài trong chi này có một gai nhọn ở nắp mang, các phần gai và mềm của vây lưng tiếp giáp, 3 gai trong vây hậu môn, các lỗ hình ống trong đường bên, răng dạng lông nhung và vây đuôi thuôn tròn. Ngoài ra, chúng còn khác với chi có quan hệ họ hàng gần là Dario ở chỗ to lớn hơn và thẻ hiện sự chăm sóc của cá bố mẹ nhiều hơn.

## Các loài
Hiện tại Fish Base công nhận 24 loài trong chi này, nhưng xem xét phân loại học bao hàm toàn diện là cần thiết do một số loài đã mô tả là không thể chia tách khi chỉ dựa theo các dữ liệu có sẵn.
- Badis andrewraoi Valdesalici & van der Voort, 2015[7]: Lưu vực sông Balason, Mahananda ở Tây Bengal, Ấn Độ.
- Badis assamensis C. G. E. Ahl, 1937: Ấn Độ.
- Badis autumnum Valdesalici & van der Voort, 2015[7]: Suối Rathbari, lưu vực sông Singimari, Tây Bengal, Ấn Độ.
- Badis badis (F. Hamilton, 1822): Loài điển hình của chi. Lưu vực sông Hằng ở Ấn Độ, Bangladesh và Nepal, từ Himachal Pradesh (sông Yamuna) đến cửa sông; lưu vực sông Mahanadi; vùng đất thấp Assam gần Brahmaputra (Kaziranga, Gauhati và sông Dibru). Cũng được báo cáo có từ Bhutan và Pakistan.
- Badis blosyrus S. O. Kullander & Britz, 2002: Ấn Độ.
- Badis britzi Dahanukar, Kumkar, U. Katwate & Raghavan, 2015[8]: Chi lưu Nagodi ở dòng chảy phía tây của sông Sharavati, bang Karnataka, Ấn Độ.
- Badis chittagongis S. O. Kullander & Britz, 2002: Các suối miền đồi gần Chittagong, Bangladesh.
- Badis corycaeus S. O. Kullander & Britz, 2002: Myanmar.
- Badis dibruensis Geetakumari & Vishwanath, 2010: Sông Dibru, lưu vực sông Brahmaputra, Assam, Ấn Độ.
- Badis ferrarisi S. O. Kullander & Britz, 2002: Myanmar.
- Badis juergenschmidti I. Schindler & Linke, 2010: Sông Ka Dat Chaung ở miền nam đông trung Myanmar.
- Badis kanabos S. O. Kullander & Britz, 2002: Ấn Độ.
- Badis khwae S. O. Kullander & Britz, 2002: Thái Lan.
- Badis kyanos Valdesalici & van der Voort, 2015[7]: Sông Chel và sông Tista, Tây Bengal, Ấn Độ.
- Badis kyar S. O. Kullander & Britz, 2002: Myanmar.
- Badis laspiophilus Valdesalici & van der Voort, 2015[9]: Khu vực đầm lầy Shipra, lưu vực sông Torsa ở Tây Bengal, Ấn Độ.
- Badis pancharatnaensis Basumatary, Choudhury, Baishya, Sarma & Vishwanath, 2016[10]: Hasila Beel, vùng đất ngập nước ven sông trong lưu vực sông Brahmaputra ở Assam, Ấn Độ.
- Badis pyema S. O. Kullander & Britz, 2002: Myanmar.
- Badis ruber Schreitmüller, 1923: Lưu vực sông Mê Kông tại Lào và Thái Lan, sông Salween và Irrawaddy ở Myanmar.
- Badis siamensis Klausewitz, 1957: Đặc hữu Thái Lan.
- Badis singenensis Geetakumari & Kadu, 2011[3]: Ấn Độ.
- Badis soraya Valdesalici & van der Voort, 2015[7]: Sông Lish, lưu vực sông Tista ở Tây Bengal, Ấn Độ.
- Badis triocellus Khynriam & Sen, 2013: Các bang Arunachal Pradesh, Assam và Meghalaya ở Ấn Độ.
- Badis tuivaiei Vishwanath & Shanta, 2004: Manipur, Ấn Độ.